# Diclis bambuseti
Diclis bambuseti är en flenörtsväxtart som beskrevs av R. E. Fries. Diclis bambuseti ingår i släktet Diclis och familjen flenörtsväxter. Inga underarter finns listade i Catalogue of Life.